# Angélique Villeneuve
Angélique Villeneuve, née le 2 février 1965 à Paris, est une écrivaine française.

## Biographie
Angélique Villeneuve est née à Paris en 1965 et réside aujourd'hui aux abords de la capitale. Elle a vécu en Suède et en Inde. Les romans d'Angélique Villeneuve racontent des trajectoires de femmes discrètes et éprouvées par la vie, telle l'ouvrière fleuriste en chambre au lendemain de la Grande Guerre, dans Les Fleurs d'hiver. Elle est l'auteure de plus d'une vingtaine de livres, dont des albums pour la jeunesse et des ouvrages autour de la gastronomie.
Maria, qui aborde la question du genre, est publié chez Grasset en 2018 et obtient la même année le Grand prix SGDL de la fiction.
En 2020 sort La Belle Lumière, sélection Femina.
En 2023 paraît son album jeunesse Je suis ton manteau, illustré par Julien Martinière. Pour la critique de Télérama:  « Dans la vie, le jeune Igor a peur de tout. Avec l’aide de son père, il va se confectionner un beau blouson plein de plumes, confortable et rassurant. Un bel album pour aider à dépasser ses craintes ». Elle publie également Les Ciels furieux, sélectionné pour le prix littéraire Le Monde.

## Œuvres

### Romans
- Âge mental, Paris, Éditions Denoël, coll. «Format utile», 2001, 201 p.  (ISBN 2-207-25227-2)
- Ne plus y penser, Paris, Éditions du Panama, 2005, 189 p.  (ISBN 2-7557-0003-3)
- Grand paradis, Paris, Éditions Phébus, 2010, 167 p.  (ISBN 978-2-7529-0477-5)
- Un territoire, Paris, Éditions Phébus, coll. «Littérature française», 2012, 152 p.  (ISBN 978-2-7529-0642-7)[6]
- Les Fleurs d’hiver, Paris, Éditions Phébus, 2014, 150 p.  (ISBN 978-2-7529-0998-5)[7],[8], et éditions Libretto, 2017, 155 p.  (ISBN 978-2-36914-386-4)
- Nuit de septembre, Paris, Éditions Grasset et Fasquelle, 2016, 160 p.  (ISBN 978-2-246-85985-7)
- Maria, Paris, Éditions Grasset et Fasquelle, 2018, 180 p.  (ISBN 9782246813439) et Le Livre de Poche, 2020, 162 p.  (ISBN 978-2-253-10050-8)
- La Belle Lumière, Editions Le Passage, 2020, 238 p.  (ISBN 9782847424478))
- Les ciels furieux, Editions Le Passage, 2023, 210 p.  (ISBN 978-2-84742-504-8)

### Jeunesse
- À la recherche du paon perdu, Paris, Éditions des Grandes Personnes, 2011, 188 p.  (ISBN 978-2-36193-082-0)
- Les Très Petits Cochons, ill. de Martine Camillieri, Paris, Éditions du Seuil jeunesse, 2013, 40 p.  (ISBN 979-10-235-0060-8)
- Le Festin de Citronnette, ill. de Delphine Renon, Paris, éditions Sarbacane, 2016
- Le Doudou des bois, ill. de Amélie Videlo, éditions Sarbacane, Paris, 2016
- Le Grand Poulpe, ill. de Anaïs Brunet, Paris, éditions Sarbacane, 2018
- Paisible, ill. de Anna Griot, Paris, éditions Sarbacane, 2018.
- Madame Mouette, ill. de Audrey Calleja, éditions Sarbacane, 2019.
- Les Herbes folles, poème, ill. de Eugénie Rambaud, éditions Le Port a jauni, 2019.
- Piccolo, ill. de Amélie Videlo, éditions Sarbacane, 2020
- S'appeler Raoul, ill. de Marta Orzel, éditions Actes Sud Junior, 2021
- Le Cœur caché, ill. de Marta Orzel, Editions Actes Sud Junior, 2022
- Je suis ton manteau[4], ill. de Julien Martinière, éd. L'étagère du bas, 2023
- La Cabane au milieu de rien, ill. de Anne-Lise Boutin, éditions Sarbacane, 2023
- Le Grand effroyable, ill. de Laetitia Le Saux, éditions Sarbacane, 2023

### Cuisine
- Petits Bouquets de cuisine, avec Martine Camillieri, Paris, Éditions Tana, coll. « Foood », 2007, 100 p.  (ISBN 978-2-84567-380-9)
- La Feuille de figuier, Paris, Éditions de l’Épure, coll. « Dix façons de la préparer », 2011, 10 p.  (ISBN 978-2-35255-177-5)
- Yeu à la bouche : John Paul Carmona, un chef à l'île d'Yeu, avec Sophie Archambeau, Paris, Éditions de l’Épure, 2014, 107 p.  (ISBN 978-2-35255-224-6)